# Никита II Цариградски
Никита II Цариградски (грч. Νικήτας Μουντάνης; умро после 1189) био је васељенски патријарх Цариграда од фебруара 1186. до фебруара 1189. године. Именовао га је византијски цар Исак II Анђел.